# Буду-Кантемір
Буду-Кантемір (рум. Budu Cantemir) — село у повіті Васлуй в Румунії. Входить до складу комуни Стенілешть.
Село розташоване на відстані 289 км на північний схід від Бухареста, 30 км на схід від Васлуя, 72 км на південний схід від Ясс, 132 км на північ від Галаца.

## Населення
За даними перепису населення 2002 року у селі проживали 329 осіб, усі — румуни. Усі жителі села рідною мовою назвали румунську.